# Botinhoso
Botinhoso, baleia-bicuda-de-cabeça-plana,  ou baleia-nariz-de-garrafa é o animal do género Hyperoodon, família dos zifiídeos (Ziphiidae). São conhecidas duas espécies, Hyperoodon planifrons e Hyperoodon ampullatus.

## Espécies
- Hyperoodon ampullatus (Forster, 1770) − Baleia-bicuda-de-cabeça-plana-do-norte
- Hyperoodon planifrons (Flower, 1882) − Baleia-bicuda-de-cabeça-plana-do-sul